# 트어티엔부
트어티엔부(베트남어: Phủ Thừa Thiên / 府承天 승천부)는 응우옌 왕조 시기의 행정 구역이다. 주요 지역이 현재의 베트남 후에시에 위치한다. 트어티엔부의 전신은 자롱 황제가 설치한 직례(直隸) 꽝득영(廣德營)이다. 제2차 세계 대전 이후 트어티엔성으로 고쳐 신설하였다.

## 연혁
민망 3년(1822년), 민망 황제가 직례 꽝득영을 트어티엔부로 고쳤고, 흐엉짜현(香茶縣), 푸방현(富榮縣), 꽝디엔현(廣田縣) 3개의 현을 관할하게 하였다.
민망 4년(1823년), 경성제독(京城提督), 트어티엔부윤(承天府尹), 트어티엔부승(承天府丞)의 관직을 설치하였다.
민망 후기에 민망이 행정 구역의 개혁을 진행하여, 전국을 30개의 성과 트어티엔부로 나누고 트어티엔부는 경기(京畿)의 땅으로서 독립성을 가지며 다른 성에 속하지 않도록 하였다.
민망 16년(1835년), 흐엉투이현(香水縣), 푸록현(富祿縣), 퐁디엔현(豐田縣) 3개의 현을 증설하여 1부 6현의 구성이 장기적으로 유지되었다.
끼엔푹 원년(1884년), 황태비(皇太妃) 응우옌티흐엉의 이름을 피휘하여 흐엉투이현, 흐엉짜현을 쑤언투이현(春水縣), 쑤언짜현(春茶縣)으로 고쳤다.
끼엔푹 2년(1885년), 쑤언투이현, 쑤언짜현을 원래대로 흐엉투이현, 흐엉짜현으로 되돌렸다.
베트남이 프랑스의 식민지가 된 뒤 프랑스는 트어티엔부를 Province de Thua Thien(트어티엔성)으로 칭했다. 그래서 프랑스 식민지 시기에 작성된 일부 공문서에는 트어티엔부를 트어티엔성으로 적은 것도 있다.

## 참고 문헌
- 《대월지여전편》
- 《대남일통지》